# Ankaran
 (avril 2018).
Si vous disposez d'ouvrages ou d'articles de référence ou si vous connaissez des sites web de qualité traitant du thème abordé ici, merci de compléter l'article en donnant les références utiles à sa vérifiabilité et en les liant à la section « Notes et références ».
Ankaran (prononcé en slovène : /aŋkaˈɾáːn/ ; en italien : Ancarano /aŋkaˈraːno/) est une commune du littoral slovène en Slovénie. La municipalité est officiellement bilingue slovène/italien[réf. nécessaire]. 
La ville s'est construite autour d'un monastère bénédictin.
L'unique base navale de la Slovénie se trouve à Ankaran[réf. nécessaire].

## Démographie
En 2019, la ville compte 3 209 habitants.